# Isopropamide
Isopropamide (R5) là một tác dụng lâu dài thuốc kháng anticholinergic. Nó được sử dụng trong điều trị loét dạ dày và các rối loạn tiêu hóa khác liên quan đến tăng tiết (nhiễm toan đường tiêu hóa) và tăng trương lực. Về mặt hóa học, nó chứa một nhóm amoni bậc bốn. Nó thường được cung cấp dưới dạng muối iod, nhưng cũng có sẵn dưới dạng muối bromide hoặc chloride. Nó được phát hiện tại Janssen Pharmaceutica vào năm 1954.